# Cacciucco

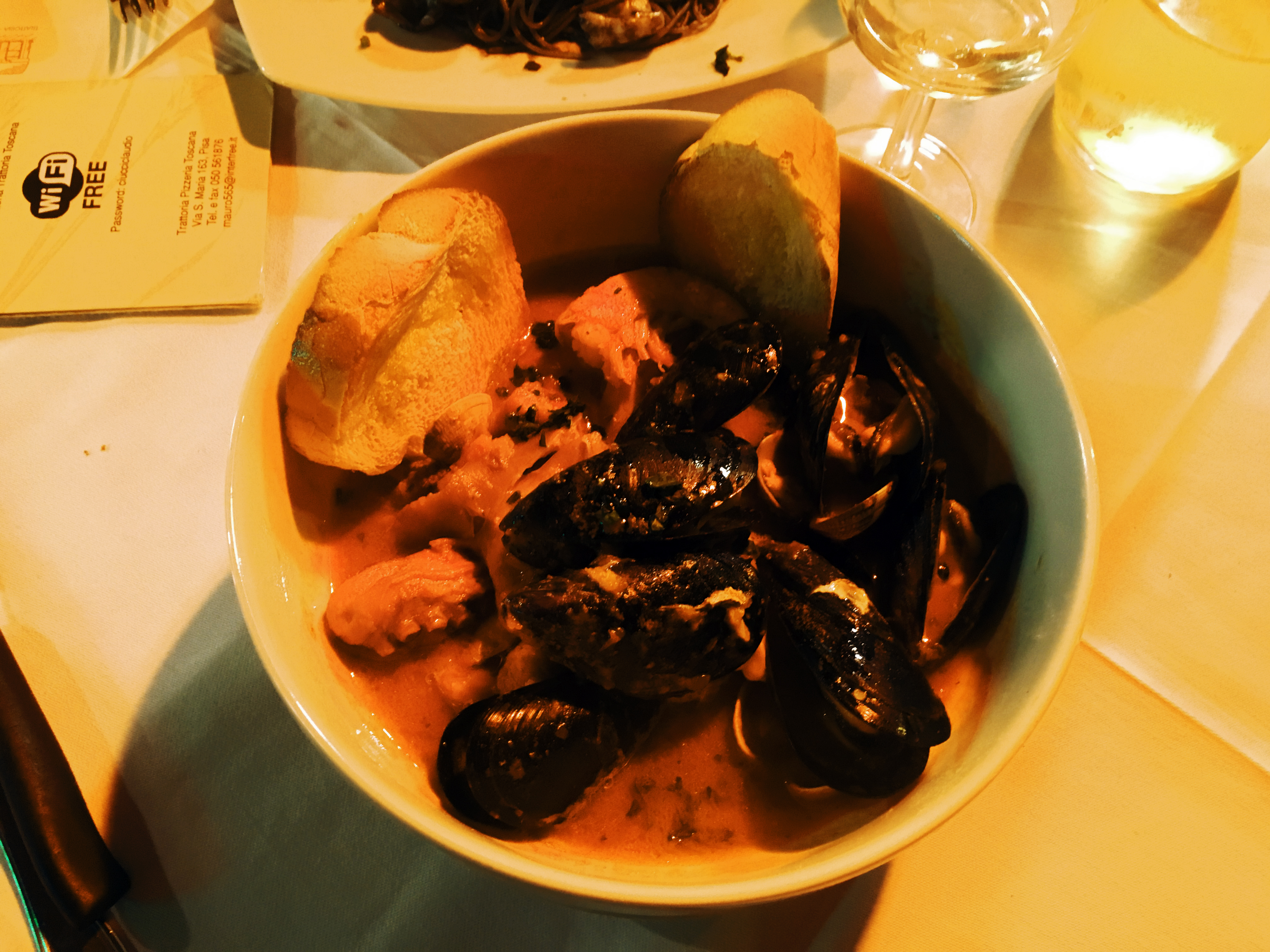
Cacciucco

Cacciucco ist eine italienische Fischsuppe.
Sie stammt aus der toskanischen Stadt Livorno und wird aus verschiedenen Fischen oder Fischresten (traditionell mindestens fünf, da der Name fünf „C“ enthält), Krebsen und Mollusken hergestellt. 
Normalerweise enthält sie Miesmuscheln, Kraken, Tintenfische, Heuschreckenkrebse, Glatthai, Knurrhahn und Drachenkopf. Die Fische werden in einer mit viel Tomaten angereicherten Fischbrühe gekocht und auf gerösteten, mit der Brühe eingeweichten Weißbrotscheiben angerichtet. Dazu trinkt man Weißwein oder einen jungen Rotwein.